# Powiat Liegnitz

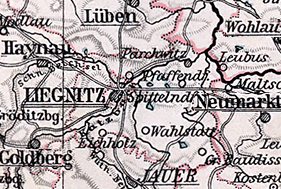
Stadtkreis und Landkreis Liegnitz, 1905 r.

Powiat Liegnitz (niem. Landkreis Liegnitz, pol. powiat legnicki) – niemiecki powiat istniejący w okresie od 1741 do 1945 r. na terenie prowincji śląskiej.
Powiat Liegnitz utworzono w rejencji legnickiej pruskiej prowincji Śląsk. W 1874 r. miasto Legnica wydzielono z terytorium powiatu, tworząc odrębny powiat miejski. W 1919 r. prowincję Śląsk zlikwidowano, a rejencja legnicka została włączona do nowej prowincji Dolny Śląsk, jednak w 1938 r. przywrócono prowincję Śląsk, by w 1941 r. ponownie dokonać podziału na dwie prowincje. Od 1945 r. terytorium powiatu znajduje się pod administracją polską.
W 1910 r. powiat obejmował 207 gmin o powierzchni 619,41 km² zamieszkanych przez 41.730 osób.